# Diocesi di Torre Rotonda
La diocesi di Torre Rotonda (in latino: Dioecesis Turrensis Rotundus) è una sede soppressa e sede titolare della Chiesa cattolica.

## Storia
Torre Rotonda, nell'odierna Algeria, è un'antica sede episcopale della provincia romana di Numidia.
Un solo vescovo è attribuibile a questa sede episcopale, il donatista Donato, che prese parte alla conferenza di Cartagine del 411, che vide riuniti assieme i vescovi cattolici e donatisti dell'Africa romana. La sede non aveva in quell'occasione alcun vescovo cattolico.
Oggi Torre Rotonda sopravvive come sede vescovile titolare; l'attuale vescovo titolare è Luis Alfonso Márquez Molina, già vescovo ausiliare di Mérida.

## Cronotassi dei vescovi
- Donato † (menzionato nel 411) (vescovo donatista)

## Cronotassi dei vescovi titolari
- Piotr Bednarczyk † (21 febbraio 1968 - 7 agosto 2001 deceduto)
- Luis Alfonso Márquez Molina, C.I.M., dal 18 ottobre 2001